# Kudrovo
Kudrovo (rusky Ку́дрово) je město v Leningradské oblasti v Ruské federaci. K roku 2021 mělo přes šedesát tisíc obyvatel.

## Poloha a doprava
Kudrovo leží hned za východní hranicí Petrohradu, kterému slouží jako sídlištní noclehárna a od jehož centra je vzdáleno přibližně deset kilometrů východně. Jeho severní částí protéká potok Okkervil, který se v Petrohradu vlévá zleva do Ochty (která se vzápětí vlévá zprava do Něvy).
Po východním okraji města prochází dálnice A118, která je okruhem kolem Petrohradu, a po jižním dálnice R21 Kola vedoucí z Petrohradu do Murmanska. U jejich křižovatky je  největší obchodní centrum Petrohradu (patří řetězci Mega).
Nejbližší stanice petrohradského metra je Ulica Dybenko na Lachtinsko-Pravoberežné lince, tj. lince číslo 4. Je vzdálena přibližně kilometr severozápadně od Kudrova.

## Dějiny
V devatenáctém století stála v oblasti dvě panská sídla souhrnně známá jako Kosaja gora (doslova Břidlicová hora). V dvacátých letech dvacátého století zde vzniká nejprve kolchoz a následně sovchoz a objevuje se jméno Kudrovo. V té době zde žilo zhruba tři sta obyvatel.
Počet obyvatel začal prudce vzrůstat v důsledku rozsáhlé výstavby bytových domů, která začala koncem roku 2000. K roku 2018 měla obec už 20 tisíc obyvatel a 28. června byla povýšena na město.